# モハマド・シュクル・サイディン
モハマド・シュクル・ビン・サイディン（マレー語: Mohd Syukur bin Saidin、1991年11月12日 - ）は、マレーシア・スーパーリーグのペナンFAに所属するサッカー選手。ポジションはMF。弟に同じくプロサッカー選手のモハマド・アメル・サイディンがいる。

## 経歴
シュクルはサイム・ダービー・プレジデンツ・カップ・チームでユースのキャリアを始め、2011年にトップチームに昇格し、2014年5月まで所属した。
その後、ペナンFAに移籍した。